# Đội tuyển bóng đá quốc gia Quần đảo Virgin thuộc Anh
Đội tuyển bóng đá quốc gia Quần đảo Virgin thuộc Anh là đội tuyển cấp quốc gia của Quần đảo Virgin thuộc Anh do Hiệp hội bóng đá Quần đảo Virgin thuộc Anh quản lý. Đội hiện nằm trong nhóm các đội yếu nhất thế giới.

## Thành tích tại giải vô địch thế giới
| FIFA World Cup | FIFA World Cup           | FIFA World Cup           | FIFA World Cup           | FIFA World Cup           | FIFA World Cup           | FIFA World Cup           | FIFA World Cup           |                          | Vòng loại     | Vòng loại     | Vòng loại     | Vòng loại     | Vòng loại     | Vòng loại     |
| Năm            | Thành tích               | Số trận                  | Thắng                    | Hòa                      | Thua                     | Bàn thắng                | Bàn thua                 | Số trận                  | Thắng         | Hòa           | Thua          | Bàn thắng     | Bàn thua      |               |
| -------------- | ------------------------ | ------------------------ | ------------------------ | ------------------------ | ------------------------ | ------------------------ | ------------------------ | ------------------------ | ------------- | ------------- | ------------- | ------------- | ------------- | ------------- |
| 1930 đến 1998  | Không tham dự            | Không tham dự            | Không tham dự            | Không tham dự            | Không tham dự            | Không tham dự            | Không tham dự            | Không tham dự            | Không tham dự | Không tham dự | Không tham dự | Không tham dự | Không tham dự | Không tham dự |
| 2002           | Không vượt qua vòng loại | Không vượt qua vòng loại | Không vượt qua vòng loại | Không vượt qua vòng loại | Không vượt qua vòng loại | Không vượt qua vòng loại | Không vượt qua vòng loại | Không vượt qua vòng loại | 2             | 0             | 0             | 2             | 1             | 14            |
| 2006           | Không vượt qua vòng loại | Không vượt qua vòng loại | Không vượt qua vòng loại | Không vượt qua vòng loại | Không vượt qua vòng loại | Không vượt qua vòng loại | Không vượt qua vòng loại | Không vượt qua vòng loại | 2             | 0             | 0             | 2             | 0             | 10            |
| 2010           | Không vượt qua vòng loại | Không vượt qua vòng loại | Không vượt qua vòng loại | Không vượt qua vòng loại | Không vượt qua vòng loại | Không vượt qua vòng loại | Không vượt qua vòng loại | Không vượt qua vòng loại | 2             | 0             | 2             | 0             | 3             | 3             |
| 2014           | Không vượt qua vòng loại | Không vượt qua vòng loại | Không vượt qua vòng loại | Không vượt qua vòng loại | Không vượt qua vòng loại | Không vượt qua vòng loại | Không vượt qua vòng loại | Không vượt qua vòng loại | 2             | 0             | 0             | 2             | 1             | 4             |
| 2018           | Không vượt qua vòng loại | Không vượt qua vòng loại | Không vượt qua vòng loại | Không vượt qua vòng loại | Không vượt qua vòng loại | Không vượt qua vòng loại | Không vượt qua vòng loại | Không vượt qua vòng loại | 2             | 0             | 1             | 1             | 2             | 3             |
| 2022           | Không vượt qua vòng loại | Không vượt qua vòng loại | Không vượt qua vòng loại | Không vượt qua vòng loại | Không vượt qua vòng loại | Không vượt qua vòng loại | Không vượt qua vòng loại | Không vượt qua vòng loại | 4             | 0             | 0             | 4             | 0             | 19            |
| 2026           | Chưa xác định            | Chưa xác định            | Chưa xác định            | Chưa xác định            | Chưa xác định            | Chưa xác định            | Chưa xác định            | Chưa xác định            | 4             | 0             | 2             | 2             | 1             | 8             |
| 2030           | Chưa xác định            | Chưa xác định            | Chưa xác định            | Chưa xác định            | Chưa xác định            | Chưa xác định            | Chưa xác định            | Chưa xác định            | Chưa xác định | Chưa xác định | Chưa xác định | Chưa xác định | Chưa xác định | Chưa xác định |
| 2034           | Chưa xác định            | Chưa xác định            | Chưa xác định            | Chưa xác định            | Chưa xác định            | Chưa xác định            | Chưa xác định            | Chưa xác định            | Chưa xác định | Chưa xác định | Chưa xác định | Chưa xác định | Chưa xác định | Chưa xác định |
| Tổng cộng      |                          | 0/6                      |                          |                          |                          |                          |                          | 18                       | 0             | 5             | 14            | 9             | 62            |               |

## Cúp Vàng CONCACAF
- 1991 đến 1993 - Không vượt qua vòng loại
- 1996 - Bỏ cuộc
- 1998 đến 2005 - Không vượt qua vòng loại
- 2007 - Bỏ cuộc
- 2009 đến 2021 - Không vượt qua vòng loại
- 2023 - Chưa xác định

## Đội hình
Đây là đội hình tham dự vòng loại World Cup 2022 gặp Cuba và Curaçao vào tháng 6 năm 2021.

Tính đến ngày 8 tháng 6 năm 2021

| Số | VT | Cầu thủ                | Ngày sinh (tuổi)  | Trận | Bàn | Câu lạc bộ        |
| -- | -- | ---------------------- | ----------------- | ---- | --- | ----------------- |
| 19 | TM | William Butler         | 29 tháng 6, 2004  | 1    | 0   | Poole Town        |
| 18 | TM | Daniel Gilford         | 3 tháng 3, 2001   | 0    | 0   | VG United         |
| 1  | TM | Phillip Graham         | 11 tháng 9, 2000  | 6    | 0   | Panthers FC       |
|    |    |                        |                   |      |     |                   |
| -  | HV | Joshua Bertie          | 9 tháng 10, 1996  | 11   | 0   | Andover Town      |
| 17 | HV | Giovanni Grant         | 28 tháng 12, 2002 | 5    | 0   | Old Madrid        |
| 23 | HV | Charles Medway         | 2 tháng 6, 2002   | 7    | 0   | Poole Town        |
| -  | HV | Ikyjah Williams        | 14 tháng 4, 2003  | 1    | 0   | Rebels            |
| 5  | HV | Jerry Wiltshire        | 4 tháng 2, 1996   | 7    | 2   | Maidenhead United |
|    |    |                        |                   |      |     |                   |
| 11 | TV | Luka Chalwell          | 11 tháng 4, 2004  | 4    | 0   | Poole Town        |
| 7  | TV | T'Sharne Gallimore     | 20 tháng 8, 2000  | 8    | 0   | Chesham United    |
| 16 | TV | Miguel Marshall        | 11 tháng 4, 2002  | 8    | 0   | Poole Town        |
| 2  | TV | Kristian Javier        | 6 tháng 4, 1996   | 14   | 0   | AC Commonwealth   |
| 10 | TV | Luca Reich             | 29 tháng 7, 2003  | 4    | 0   | Wolues            |
| 6  | TV | Carlos Septus          | 16 tháng 6, 1991  | 21   | 1   | One Caribbean     |
| 8  | TV | Jamie Wilson           | 31 tháng 1, 1996  | 14   | 1   | Bridgwater Town   |
|    |    |                        |                   |      |     |                   |
| 9  | TĐ | Kevin Fisher           | 27 tháng 3, 1995  | 10   | 1   | Islanders         |
| 20 | TĐ | Tyler Forbes           | 18 tháng 4, 2002  | 11   | 3   | Poole Town        |
| -  | TĐ | Robbie Green           | 5 tháng 9, 1997   | 10   | 0   | Wolues            |
| 21 | TĐ | Denvin Jones           |                   | 2    | 0   | Rebels            |
| 12 | TĐ | Justin Smith           | 12 tháng 8, 2003  | 3    | 0   | One Love United   |
|    | TĐ | Charley McMillan-Lopez |                   | 2    | 0   | Ashford United    |

### Từng được triệu tập
| Vt | Cầu thủ         | Ngày sinh (tuổi) | Số trận | Bt | Câu lạc bộ | Lần cuối triệu tập                                   |
| -- | --------------- | ---------------- | ------- | -- | ---------- | ---------------------------------------------------- |
|    |                 |                  |         |    |            |                                                      |
| HV | Liam Blok       | 10 tháng 9, 2001 | 3       | 0  | Unattached | vs. Saint Vincent và Grenadines, 30 tháng 3 năm 2021 |
|    |                 |                  |         |    |            |                                                      |
|    |                 |                  |         |    |            |                                                      |
| TĐ | Jahmal Prentice | 15 tháng 5, 2003 | 0       | 0  | Rebels     | vs. Saint Vincent và Grenadines, 30 tháng 3 năm 2021 |